# Nazionale maschile under 20 di calcio dell'Austria
La nazionale Under-20 di calcio dell'Austria (in tedesco Österreichische U-20 Fußballnationalmannschaft), posta sotto l'egida della Österreichischer Fußball-Bund, è la rappresentativa calcistica Under-20 dell'Austria.
Gerarchicamente si colloca dopo la Under-21 e prima della Under-19. Ha disputato il Torneo Quattro Nazioni ogni stagione, dal 2004 al 2010, assieme alle rappresentative pari età di Germania, Svizzera ed Italia, vincendo l'edizione 2009-2010.
Il torneo internazionale di categoria è il campionato mondiale di calcio Under-20, dove ha raggiunto la fase finale nel 1977, 1983, 2007, 2011 e 2015. In Canada, nel 2007, ha ottenuto il miglior risultato della sua storia, col quarto posto finale, dietro a Cile, Repubblica Ceca ed Argentina.

## Storia
Si è qualificata per l'edizione 2011 arrivando terza nel proprio girone ai Campionati europei Under-19 dietro a Francia e Inghilterra e davanti all'Olanda.
Con le semifinali raggiunte nell'Europeo Under-19 del 2014, perse contro la Germania, l'Austria si è qualificata per la fase finale della Coppa del mondo Under-20 del 2015, in Nuova Zelanda.

## Partecipazioni alla Coppa del Mondo Under-20
| Edizione | Piazzamento      | G               | V               | N               | P               | GF              | GS              |                 |
| -------- | ---------------- | --------------- | --------------- | --------------- | --------------- | --------------- | --------------- | --------------- |
| 1977     | Primo turno      | 3               | 0               | 1               | 2               | 1               | 6               |                 |
| 1979     | Non qualificata  | Non qualificata | Non qualificata | Non qualificata | Non qualificata | Non qualificata | Non qualificata | Non qualificata |
| 1981     | Non qualificata  | Non qualificata | Non qualificata | Non qualificata | Non qualificata | Non qualificata | Non qualificata | Non qualificata |
| 1983     | Primo turno      | 3               | 0               | 0               | 3               | 0               | 10              |                 |
| 1985     | Non qualificata  | Non qualificata | Non qualificata | Non qualificata | Non qualificata | Non qualificata | Non qualificata | Non qualificata |
| 1987     | Non qualificata  | Non qualificata | Non qualificata | Non qualificata | Non qualificata | Non qualificata | Non qualificata | Non qualificata |
| 1989     | Non qualificata  | Non qualificata | Non qualificata | Non qualificata | Non qualificata | Non qualificata | Non qualificata | Non qualificata |
| 1991     | Non qualificata  | Non qualificata | Non qualificata | Non qualificata | Non qualificata | Non qualificata | Non qualificata | Non qualificata |
| 1993     | Non qualificata  | Non qualificata | Non qualificata | Non qualificata | Non qualificata | Non qualificata | Non qualificata | Non qualificata |
| 1995     | Non qualificata  | Non qualificata | Non qualificata | Non qualificata | Non qualificata | Non qualificata | Non qualificata | Non qualificata |
| 1997     | Non qualificata  | Non qualificata | Non qualificata | Non qualificata | Non qualificata | Non qualificata | Non qualificata | Non qualificata |
| 1999     | Non qualificata  | Non qualificata | Non qualificata | Non qualificata | Non qualificata | Non qualificata | Non qualificata | Non qualificata |
| 2001     | Non qualificata  | Non qualificata | Non qualificata | Non qualificata | Non qualificata | Non qualificata | Non qualificata | Non qualificata |
| 2003     | Non qualificata  | Non qualificata | Non qualificata | Non qualificata | Non qualificata | Non qualificata | Non qualificata | Non qualificata |
| 2005     | Non qualificata  | Non qualificata | Non qualificata | Non qualificata | Non qualificata | Non qualificata | Non qualificata | Non qualificata |
| 2007     | Quarto posto     | 7               | 3               | 2               | 2               | 6               | 6               |                 |
| 2009     | Non qualificata  | Non qualificata | Non qualificata | Non qualificata | Non qualificata | Non qualificata | Non qualificata | Non qualificata |
| 2011     | Primo turno      | 3               | 0               | 1               | 2               | 0               | 7               |                 |
| 2013     | Non qualificata  | Non qualificata | Non qualificata | Non qualificata | Non qualificata | Non qualificata | Non qualificata | Non qualificata |
| 2015     | Ottavi di finale | 4               | 1               | 2               | 1               | 3               | 4               |                 |
| 2017     | Non qualificata  | Non qualificata | Non qualificata | Non qualificata | Non qualificata | Non qualificata | Non qualificata | Non qualificata |
| 2019     | Non qualificata  | Non qualificata | Non qualificata | Non qualificata | Non qualificata | Non qualificata | Non qualificata | Non qualificata |
| 2023     | Non qualificata  | Non qualificata | Non qualificata | Non qualificata | Non qualificata | Non qualificata | Non qualificata | Non qualificata |
| Totale   | 5/23             | 20              | 4               | 6               | 10              | 10              | 33              |                 |

Nota: le partite decise ai tiri di rigore sono considerate pareggi.

## Partecipazioni al Torneo Quattro Nazioni
| Edizione  | Piazzamento   | G  | V  | N | P  | GF | GS |
| --------- | ------------- | -- | -- | - | -- | -- | -- |
| 2003-2004 | Quarto posto  | 6  | 1  | 2 | 3  | 4  | 6  |
| 2004-2005 | Quarto posto  | 6  | 1  | 1 | 4  | 5  | 7  |
| 2005-2006 | Secondo posto | 6  | 3  | 0 | 3  | 11 | 10 |
| 2006-2007 | Terzo posto   | 6  | 2  | 0 | 4  | 10 | 16 |
| 2007-2008 | Terzo posto   | 6  | 2  | 2 | 2  | 3  | 4  |
| 2008-2009 | Terzo posto   | 6  | 2  | 1 | 3  | 9  | 11 |
| 2009-2010 | VINCITRICE    | 6  | 3  | 2 | 1  | 11 | 9  |
| Totale    | 7/9           | 42 | 14 | 8 | 20 | 53 | 63 |

## Tutte le rose

### Campionato mondiale di calcio Under-20
Campionato mondiale di calcio Under-20 19771 Heinisch, 2 Kolla, 3 Koller, 4 Stieger, 5 Kuhnert, 6 Augustin, 7 Netuschill, 8 Weiss, 9 Hammerle, 10 Zore, 11 Gregoritsch, 12 Wartinger, 13 Müller, 14 Meyer, 15 Lefor, 16 Weidenauer, CT: Hohenberger
Campionato mondiale di calcio Under-20 19831 Wohlfahrt, 2 Cvetko, 3 Frind, 4 Kleinbichler, 5 Stumpfl, 6 Tatar, 7 Ogris, 8 Weinrich, 9 Polster, 10 Haizinger, 11 Marko, 12 Gort, 13 Rieder, 14 Hrstic, 15 Strobl, 16 Gabriel, 17 Obexer, 18 Walcher, CT: Hitzel
Campionato del mondo Under-20 20071 Kuru, 2 Panny, 3 Gramann, 4 Prödl, 5 Suttner, 6 Stanislaw, 7 Harnik, 8 Kavlak, 9 Hoffer, 10 Junuzović, 11 Hackmair, 12 Lukse, 13 Pirker, 14 Morgenthaler, 15 Madl, 16 Enzenberger, 17 Šimkovič, 18 Hinum, 19 Okotie, 20 Rasswalder, 21 Zaglmair, CT: Gludovatz
Campionato del mondo Under-20 20111 Şahin-Radlinger, 2 Windbichler, 3 Dilaver, 4 Rotpuller, 5 Schimpelsberger, 6 Kainz, 7 Stöger, 8 Gucher, 9 Weimann, 10 Mitrović, 11 Offenbacher, 12 Riegler, 13 Ziegl, 14 Farkas, 15 Rath, 16 Teigl, 17 Meilinger, 18 Klem, 19 Schütz, 20 Žulj, 21 Petermann, CT: Heraf
Campionato del mondo Under-20 20151 Casali, 2 Maier, 3 Rosenbichler, 4 Gugganig, 5 Lienhart, 6 Lovrić, 7 Kreuzer, 8 Michorl, 9 Grubeck, 10 Blutsch, 11 Gruber, 12 Kreidl, 13 Brandner, 14 Gschweidl, 15 Puchegger, 16 Joppich, 17 Laimer, 18 Rasner, 19 Gösweiner, 20 Grillitsch, 21 Mitmasser, CT: Heraf